# Anna Murínová
Anna Murínová, née le 14 novembre 1973 à Brezno, est une biathlète slovaque.

## Biographie
En 1993, avec la partition de la Tchécoslovaquie, elle fait ses débuts internationaux aux Championnats du monde à Borovets. En 1994, elle obtient une vingtième place dans la Coupe du monde. En 1995, elle se classe quatrième au relais des Championnats du monde à Anterselva, ce qui est son classement sur la course par équipes aux Championnats du monde 1997 à Osrblie, en Slovaquie.
En 1998, aux Jeux olympiques de Nagano, elle obtient ses meilleurs résultats olympiques avec une neuvième place en sprint et une quatrième place en relais.
En 2000, Murínová remporte sa seulement médaille d'or de sa carrière internationale sur le relais des Championnats d'Europe à Zakopane. Cet hiver, aussi, elle enregistre son meilleur classement général dans la Coupe du monde avec le 17e rang, où son meilleur résultat est cinquième du sprint à Östersund.
Aux Championnats du monde 2001 à Pokljuka, elle signe son meilleur résultat individuel dans des mondiaux avec une dixième place sur l'individuel. Un an plus tard, elle monte sur son premier podium dans un relais de Coupe du monde à Anterselva.
En 2004, elle obtient le premier et unique podium individuel de sa carrière en Coupe du monde en terminant troisième de l'individuel d'Anterselva.
Son ultime saison au niveau international a lieu en 2006, où elle prend part à ses troisièmes Jeux olympiques à Turin.
Après sa retraite sportive, elle devient entraîneuse, s'occupant notamment de Paulína Fialková et de sa sœur Ivona Fialková, avant de devenur l'assistante de l'entraîneur de l'équipe féminine slovaque en 2020.

## Palmarès

### Jeux olympiques
| Épreuve / Édition                   | Individuel | Sprint | Poursuite                        | Départ en masse                  | Relais |
| Jeux olympiques 1998 Nagano         | 48e        | 9e     | Épreuve inexistante à cette date | Épreuve inexistante à cette date | 4e     |
| Jeux olympiques 2002 Salt Lake City | 53e        | 35e    | 35e                              | Épreuve inexistante à cette date | 5e     |
| Jeux olympiques 2006 Turin          | -          | 38e    | Abandon                          | -                                | 10e    |

- — : pas de participation à l'épreuve
- : épreuve inexistante lors de cette édition.

### Championnats du monde
| Mondiaux \ Épreuve          | Individuel                | Sprint                    | Poursuite                        | Départ en masse                  | Relais                    | Relais mixte                     | Par équipes                      |
| 1993 Borovets               | 47e                       | 65e                       | Épreuve inexistante à cette date | Épreuve inexistante à cette date | -                         | Épreuve inexistante à cette date | -                                |
| 1995 Anterselva             | 57e                       | 48e                       | Épreuve inexistante à cette date | Épreuve inexistante à cette date | 4e                        | Épreuve inexistante à cette date | 16e                              |
| 1996 Ruhpolding             | 50e                       | -                         | Épreuve inexistante à cette date | Épreuve inexistante à cette date | 11e                       | Épreuve inexistante à cette date |                                  |
| 1997 Osrblie                | 32e                       | 60e                       | -                                | Épreuve inexistante à cette date | 7e                        | Épreuve inexistante à cette date | 4e                               |
| 1998 Pokljuka               | Jeux olympiques de Nagano | Jeux olympiques de Nagano | 22e                              | Épreuve inexistante à cette date | Jeux olympiques de Nagano | Épreuve inexistante à cette date | -                                |
| 1999 Kontiolahti            | —                         | 25e                       | 21e                              | 16e                              | 8e                        | Épreuve inexistante à cette date | Épreuve inexistante à cette date |
| 1999 Oslo-Holmenkollen      | 25e                       |                           |                                  |                                  |                           | Épreuve inexistante à cette date | Épreuve inexistante à cette date |
| 2000 Oslo-Holmenkollen      | nc                        | 21e                       | 19e                              | 18e                              | 8e                        | Épreuve inexistante à cette date | Épreuve inexistante à cette date |
| 2001 Pokljuka               | 10e                       | 65e                       | -                                |                                  | 11e                       | Épreuve inexistante à cette date | Épreuve inexistante à cette date |
| 2003 Khanty-Mansiïsk        | 47e                       | 59e                       | -                                | —10e                             | —                         | Épreuve inexistante à cette date | Épreuve inexistante à cette date |
| 2005 Hochfilzen / Khanty-M. | 25e                       | 64e                       | -                                | -                                | 6e                        | 16e                              | Épreuve inexistante à cette date |
| 2006 Pokljuka               | Jeux olympiques de Turin  | Jeux olympiques de Turin  | Jeux olympiques de Turin         | Jeux olympiques de Turin         | Jeux olympiques de Turin  | 13e                              | Épreuve inexistante à cette date |

### Coupe du monde
- Meilleur classement général : 17e en 2000.
- 1 podium individuel : 1 troisième place.
- 1 podium en relais : 1 troisième place.

#### Classements en Coupe du monde
| Saison    | Classement général final | Individuel | Sprint | Poursuite                        | Mass start                       |
| 1995-1996 | 64e                      |            |        | Épreuve inexistante à cette date | Épreuve inexistante à cette date |
| 1996-1997 | 64e                      |            |        |                                  | Épreuve inexistante à cette date |
| 1997-1998 | 38e                      | 24e        | 42e    | 38e                              | Épreuve inexistante à cette date |
| 1998-1999 | 36e                      | 42e        | 55e    | 32e                              | 25e                              |
| 1999-2000 | 17e                      | -          | -      | -                                |                                  |
| 2000-2001 | 43e                      | 16e        | nc     | 48e                              | nc                               |
| 2001-2002 | 34e                      | 15e        | 38e    | 43e                              | 18e                              |
| 2002-2003 | 32e                      | 28e        | 33e    | 29e                              | 30e                              |
| 2003-2004 | 32e                      | 9e         | 39e    | 33e                              | 34e                              |
| 2004-2005 | 58e                      | 48e        | 60e    | 58e                              | -                                |

### Championnats d'Europe
- Médaille d'or du relais en 2000.

### Universiades
- Médaille d'or du relais en 1999 à Poprad.
- Médaille de bronze de la poursuite en 1999.

### Championnats du monde de biathlon d'été
- Médaille d'argent du relais en 1997 et 1998.
- Médaille de bronze du relais en 2004.